# Luigi Balestra
Luis Fernando Balestra Cabrera, conocido como Luigi Balestra (9 de noviembre de 1977), es un artista, cantante, actor y empresario mexicano, exintegrante del grupo musical Tierra Cero.

## Comienzos
Desde temprana edad mostró aptitudes artísticas, especialmente interpretó canciones del género balada romántica; cursó estudios de canto y vocalización con los maestros Martha Muñiz Copany y Cesar Franco. Desde 1991 hasta 1993 estudió en condición de becado en el Centro de educación artística de Televisa (CEA), tiene estudios de actuación, canto y jazz, participó en varias obras musicales y formó parte del elenco de conceptos dirigido por Luis de Llano Macedo. Participó en el Gran Festival Infantil de la Canción organizado por Televisa con el tema señor cartero del compositor Pedro Alberto Cárdenas. La participación en ese festival le abrió las puertas al mundo del espectáculo, interpretó diversas piezas musicales en varios programas de televisión como Eco y Mi barrio y fue parte de diversos espectáculos y presentaciones masivas.

## Etapa en Kabah y trabajo actoral
Fue integrante del grupo Kabah entre 1993 y 1994 en el período inicial del mismo, con esta agrupación, participó en la grabación del tema de Navidad para Televisa, así mismo, formó parte del elenco del programa 12 uvas, 12 deseos para conmemorar el inicio del año nuevo desde 1993 hasta 1995.
En actuación, ejecutó diversos papeles, dirigido por Carla Estrada, participó en la telenovela Lazos de amor, en María la del Barrio producción de Angeli Nezma y Canción de amor (Telenovela) dirigida por Marco Flavio Cruz.

## Trabajos discográficos
En el transcurso de 1997, comenzó a trabajar en la producción de su primer álbum llamado Sublime Obsesión producido por Arturo y Benjamín Fierro, en 1998 fue invitado por Toño Berumen a formar parte del grupo Tierra Cero, ese mismo año sale al mercado musical su primer disco llamado Volverás a sentir, con el cual se da a conocer nacional e internacionalmente, teniendo giras por EE. UU.,  Centro y Sudamérica.
Se ha presentado en diferentes estadios y auditorios de la talla del Teatro Metropolitana, el Benito Juárez ubicado en la localidad de Guadalajara, Jalisco, el auditorio Fundidora en la ciudad de Monterrey, entre otros.
En 2000, grabó su último trabajo con tierra cero, bajo la producción de Kiko Cibrian, titulado Tiempos Nuevos, en este disco, Luigi se estrena como compositor de uno de los temas, titulado Quiero estar en tu Corazón.

## Tierra cero y el encuentro con su Santidad el Papa Juan Pablo II
En 1998 mientras se grabó la producción discográfica volverás a sentir con su antiguo grupo musical tierra cero en diferentes lugares de España, hicieron un paréntesis en sus actividades para ir a una audiencia con el Papa Juan Pablo II en la Ciudad del Vaticano, y fueron invitados a visitar Castel Gandolfo. Al siguiente año participaron en la canción conmemorativa de la visita de su santidad a México llamada Pescador. Nuevamente se reencontraron en la Nunciatura Apostólica mexicana en una celebración eucarística.

## Agrupaciones musicales
En 2004 hasta 2006 es invitado a formar parte del grupo Haack, compuesto de cuatro exintegrantes de los distintos grupos de la década de los noventa: Héctor, exintegrante de Mercurio, Memo ex Ciao Mama y Benji ex Cinco Sentidos, grabaron un álbum, de nombre homónimo a cargo de Umberto Veloz y Emilio Delgado, lograron colocar el primer sencillo llamado Cuesta Tanto.
Actualmente, es integrante de la agrupación Fabulosos 90’s, concepto musical enfocado a hacer un tributo a la década de los noventa, junto con René (Kabah), Alexa (Pinn), Roy (Rzzi), ellos junto con Luigi grabaron el álbum Fabulosos 90’s, bajo la producción de Orlando Rodríguez di Pietro, se promocionó el sencillo 40 grados, se comenzó una gira promocional con presentaciones al interior de la república mexicana, Centro y Sudamérica, bajo la batuta de Encor Primacía y alianza estratégica con grupo Televisa.